# Spokane Arena
El Spokane Veterans Memorial Arena, o simplemente Spokane Arena, es un estadio de usos múltiples ubicado en el centro de la ciudad de Spokane, Washington. Inaugurado en 1995, es el campo de los Spokane Chiefs de la Western Hockey League (WHL).

## Construcción
Ante la necesidad de reemplazar el Spokane Coliseum (1954), demasiado pequeño y antiguo, el Ayuntamiento de Spokane y la Junta de Comisionados del Condado de Spokane formaron el Distrito de Instalaciones Públicas de Spokane (SPFD) para adquirir, construir, poseer y operar instalaciones deportivas y de entretenimiento con estacionamiento contiguo. En 1990, los miembros de la junta del SPFD acordaron por unanimidad las siguientes recomendaciones, derivadas de un estudio de viabilidad económica y de mercado. Las recomendaciones fueron:
- Construir un estadio, en lugar de uno con cúpula.
- Dotarle de una capacidad de 12 000 a 14 000 espectadores, con posibilidad de ampliación.
- Levantarlo en terrenos municipales adyacentes al antiguo coliseo, con estacionamiento propio para 2000 automóviles. Los votantes rechazaron el Spokane Arena cuatro veces en seis años antes de aprobar su construcción en 1991.

En otoño de ese año, se sometieron a votación dos propuestas de ley, las cuales fueron aprobadas:
- La primera, para financiar públicamente la construcción del estadio mediante la emisión de bonos de impuestos prediales por valor de 38 millones de dólares.
- La segunda, una medida para validar el SPFD; esta validación fue importante porque permitió al distrito implementar un impuesto hotelero del 2 % para financiar aún más la construcción.

En otoño de 1991, se sometió a votación otra propuesta de financiación, la cual implicó un aumento del 0,1 % en el impuesto sobre las ventas. La aprobación de las tres propuestas completó la financiación de 44,8 millones de dólares necesaria para la construcción del estadio.
La obra comenzó el 5 de marzo de 1993, y se inauguró dos años y medio después, en septiembre de 1995.

## Capacidad
El Spokane Arena tiene capacidad para:
- 12 638 espectadores para conciertos en la recta final
- 12 494 espectadores para espectáculos en el escenario principal
- 12 210 espectadores para baloncesto
- 10 771 espectadores para fútbol americano en estadio
- 10 366 espectadores para hockey sobre hielo
- 6 951 espectadores para espectáculos con media sala

El estadio cuenta con un sistema de audio y video de última generación. Consiste en una pantalla LED Viacom Sports de 12 mm de 4,6 x 6,1 m (15 x 20 pies), que puede utilizarse como dos unidades independientes. El estadio también cuenta con una pantalla LED de cinta a color de 350°, montada en el tablero del estadio. Es capaz de mostrar mensajes de texto, animaciones, logotipos, resultados y estadísticas. El sistema de audio, alimentado por amplificadores Crown, está compuesto por altavoces Community RS880 en la tribuna del estadio, altavoces satélite Altec Lansing para las zonas de asientos superiores y altavoces Bose para el vestíbulo, los camerinos y los pasillos entre bastidores.

## Eventos
- 1995 – San Jose Sharks vs. Vancouver Canucks (Partido de exhibición de la National Hockey League – 17 de septiembre)[4][5]
- 1995 - Gonzaga y Washington State disputaron el prmer partido de baloncesto universitario del pabellón; WSU ganó 72–67 en la prórroga. 24 de noviembre.[6][7]
- 1996 – Wrangler Pro Rodeo Classic
- 1997 - All-Star Game de la Western Hockey League
  - Final Four de la NCAA femenino de voleibol.
- 1998 – Stars on Ice
  - Memorial Cup
- 2002 – Skate America (Competición de Patinaje artístico sobre hielo
- 2003 – Torneo de la División I de Baloncesto Masculino de la NCAA de 2003
  - WWE SmackDown!
- 2004 – Kid Rock Rock N' Roll Pain Train Tour
- 2007 – Torneo de la División I de Baloncesto Masculino de la NCAA de 2007
- 2009 – Taylor Swift Fearless Tour
- 2010 – Campeonato de patinaje artístico de Estados Unidos
  - Torneo de la División I de Baloncesto Masculino de la NCAA de 2010
  - ArenaBowl XXIII
  - PBR Classic
  - Torneo de la División I de Baloncesto Femenino de la NCAA de 2011
- 2013 – 2016 - Torneo de la División I de Baloncesto Femenino de la NCAA
  - Kellogg's Tour of Gymnastics Champions[8]
- 2021 – Seattle Kraken vs. Vancouver Canucks (Partido de exhibición de la National Hockey League – 26 de septiembre[9]
- 2022 – Primer concierto del Got Back Tour de Paul McCartney
- 2022 – Concierto de Korn con Evanescence
- 2023 – Primer concierto del Queen of Me Tour de Shania Twain
- 2024 – Torneo de la División I de Baloncesto Masculino de la NCAA de 2024